# Theo Korporaal
Theo Korporaal (Den Haag, 27 maart 1935 – aldaar, 23 januari 2019) was een Nederlands korfballer, korfbalcoach en korfbalvoorzitter.

## Carrière als speler
Korporaal begon met korfbal in 1946 op 9-jarige leeftijd bij Ons Eibernest. Op 18-jarige leeftijd, in 1953, debuteerde hij in het eerste team van de club. Na twee seizoenen in de hoofdmacht van Ons Eibernest maakte Korporaal de overstap naar een andere Haagse club: KV Die Haghe. In de eerste helft van 1960-1970 was Die Haghe een vaste middenmoter in de landelijke hoofdklasse. De bond besloot in 1964 echter de veldcompetitie in de hoofdklasse om te gooien. De hoofdklasse ging van twee poules van elf teams naar één poule met twaalf teams. Dit betekende voor Die Haghe dat de club in het seizoen 63-64 als achtste eindigde en alsnog een klasse lager werd ingedeeld voor het seizoen 64-65.
In 1966 promoveerde Korporaal met Die Haghe in de veldcompetitie terug naar de hoofdklasse, maar in het eerste seizoen terug op het hoogste niveau werd de ploeg tiende en degradeerde weer terug. In datzelfde seizoen handhaafde Die Haghe zich ternauwernood in de zaalcompetitie in de hoofdklasse.
In 1968 was Die Haghe op het veld wederom terug in de hoofdklasse, waardoor ze in het seizoen 1968-1969 in beide competities op het hoogste niveau speelden.
Seizoen 1970-1971 was het laatste seizoen van Korporaal in de hoofdmacht van Die Haghe. De ploeg werd in de zaal en op het veld middenmoter en Korporaal vond het na zestien seizoenen in het eerste team welletjes. Hij besloot echter nog niet te stoppen als speler, maar nog verder te spelen bij het Rotterdamse Het Zuiden.
Korporaal speelde nog drie seizoenen bij Het Zuiden, om in het seizoen 72-73 nog bijna een prijs te pakken. De ploeg werd in dit seizoen in de zaalcompetitie tweede in de hoofdklasse A en liep op drie punten de zaalfinale mis. Korporaal stopte in 1974 als speler, op 39-jarige leeftijd. Hij speelde een totaal van 21 seizoenen in het landelijke topkorfbal.

## Oranje
Korporaal speelde 1 officiële interland met het Nederlands korfbalteam. Dit was op 29 mei 1961 in een interland tegen België.

## Carrière als coach

### Het Zuiden
Korporaal stopte in 1974 als actieve speler en werd aansluitend de coach van Het Zuiden. Zijn eerste seizoen werd geen doorslaand succes, want Het Zuiden degradeerde in de veldcompetitie uit de hoofdklasse. In de zaal deed het ploeg het echter beter en werd uiteindelijk vierde in de Hoofdklasse B.
In het seizoen 1975-1976 werd Het Zuiden in de zaalcompetitie ternauwernood zesde en handhaafde zich in de hoofdklasse. Het lukte echter op het veld niet om te promoveren. Na twee seizoenen bij Het Zuiden verliet Korporaal de club als hoofdcoach. Zijn vervanger was Harry de Wall.

### Fortuna
In 1976 sloot Korporaal zich aan bij het Delftse Fortuna. Hij werd hoofdcoach van het eerste team, maar stond ook voor de A1 jeugdploeg. In zijn eerste seizoen bij Fortuna oogstte Korporaal al succes. Zo werd de A1 van Fortuna ongeslagen landskampioen en met het eerste team promoveerde hij in de zaalcompetitie naar de Hoofdklasse, voor de eerste keer in de clubhistorie.
In seizoen 1977-1978, het eerste seizoen met Fortuna in de Hoofdklasse in de zaal deed de ploeg het goed voor een verse promovendus. De ploeg verzamelde 12 punten uit 14 wedstrijden en stond zodoende op een gedeelde 4e plaats. Iets later, in de veldcompetitie werd Fortuna kampioen en promoveerde het naar de Hoofdklasse.
In het seizoen erna, 78-79, deed de ploeg dus voor het eerst in de geschiedenis in beide competities mee in de hoofdklasse. In de zaalcompetitie werd het nog akelig spannend voor Fortuna, want na veertien wedstrijden stond de ploeg op een gedeelde zevende plaats, samen met KV BEP. Fortuna had normaal gesproken zichzelf veilig gesteld na de reguliere competitie, maar Fortuna kreeg twee punten in mindering vanuit de bond. Om te beslissen welke ploeg zevende zou worden en daarmee zou degraderen, moest er een beslissingswedstrijd gespeeld worden. Deze wedstrijd werd gespeeld op 4 maart 1979 en werd gewonnen door Fortuna met 14-12, waardoor Fortuna zich veilig speelde en BEP degradeerde.
Seizoen 1979-1980 was het vierde en laatste seizoen van Korporaal als hoofdcoach bij Fortuna. Zowel in de zaal als op het veld eindigde de ploeg in de middenmoot. Wel had de ploeg potentie om te groeien, met spelers zoals Hans de Lijser, Alex van den Berg en Aad Reijgersberg. Korporaal werd vervangen door coach Theo van Zee.

### Trekvogels
In 1986 werd Korporaal de nieuwe hoofdcoach bij Trekvogels. Hij verving daar coach Hans van Eck.
Korporaal had grote ambitie en verlangde dat ook van de club. Hij zou echter maar één seizoen hoofdcoach zijn, in 1986-1987, maar in dit seizoen promoveerde hij wel in de zaalcompetitie naar de hoofdklasse.

### ROHDA
Na één seizoen bij Trekvogels begon Korporaal in 1987 aan een nieuw coachingsavontuur. Ditmaal ging hij aan de slag bij de Amsterdamse club ROHDA, een club die in 1986 nog Nederlands kampioen zaalkorfbal was geworden. Hij verving daar vertrekkend coach Rinus Munnikes.
Korporaal had een talentvolle spelersgroep voor zich met spelers zoals René Kruse, Frits Wip en Ingeborg Meijerhoven.
In zijn eerste seizoen bij ROHDA, 1987-1988, miste de club net de veldfinale. Een plek in de zaalfinale kon de ploeg al snel vergeten en uiteindelijk werd het nog derde in de zaal.
In het seizoen erna, 1988-1989, werd de ploeg weer derde in de zaalcompetitie. Op het veld deed de ploeg het beter en werd het een spannend slot. Na de reguliere veldcompetitie had zowel ROHDA als Oost-Arnhem 25 punten. Om te bepalen welke ploeg eerste zou worden en zich dus zou plaatsen voor de veldfinale moest er een beslissingswedstrijd worden gespeeld. Deze werd gespeeld op 23 mei 1989 en werd gewonnen door ROHDA. In de finalereeks was PKC de tegenstander, maar deze bleek te sterk voor ROHDA. In de best-of-3-serie won PKC in twee wedstrijden. In beide wedstrijden kwam ROHDA schotkracht tekort, want in beide kwam de ploeg niet boven de 10 doelpunten.
Seizoen 1989-1990 was het derde en laatste seizoen voor Korporaal bij ROHDA. In de zaalcompetitie kwam de ploeg net een punt tekort in de Hoofdklasse B en miste nipt de zaalfinale. In de veldcompetitie werd de ploeg tweede in de Hoofdklasse B en dat was met de nieuwe opzet voor de veldcompetitie voldoende om play-offs te spelen. Voorheen speelden alleen de nummers 1 in de finale, maar vanaf dit seizoen vochten vier teams in de play-off uit wie de finale mocht spelen. ROHDA speelde in de kruisfinale tegen de nummer 1 van de Hoofdklasse A, namelijk DKOD. In een spannende wedstrijd won ROHDA met 13-12, waardoor ROHDA voor het tweede jaar op rij in de Nederlandse veldfinale stond. In deze best-of-3-serie was Deetos de tegenstander. Deetos was dat veldseizoen ongeslagen geweest en ging de finale in als favoriet. Toch won ROHDA in twee wedstrijden en won zodoende de veldtitel van 1990. Korporaal nam afscheid van de club als kampioen. Janne Engelberts werd de nieuwe coach bij ROHDA.

### TOP Sassenheim
Na drie seizoenen bij ROHDA werd Korporaal in 1990 de nieuwe hoofdcoach van TOP uit Sassenheim. Bij TOP verving hij vertrekkend coach Ruud van der Horst. Korporaal kwam in een andere situatie terecht dan bij ROHDA. In plaats van een team dat om de prijzen meedeed, kwam hij bij een ploeg dat net in 1990 in de zaal uit de hoofdklasse was gedegradeerd. In 1989 was de ploeg in de veldcompetitie uit de hoofdklasse gedegradeerd, dus de missie van Korporaal was helder: hij moest ervoor zorgen dat de club terugkwam in de hoofdklasse en daar stabiel in kon meedraaien.
In 1992 promoveerde Korporaal met TOP in de veldcompetitie terug naar de hoofdklasse. Echter duurde het veldseizoen op het hoogste niveau maar een jaar, want aan het eind van het seizoen 1992-1993 degradeerde TOP. Korporaal bleef hoofdcoach t/m seizoen 1993-1994. Na vier seizoenen stopte hij bij TOP als hoofdcoach en werd oud-TOP-speler Anne van der Zaag de nieuwe hoofdcoach.

## Erelijst als coach
- Nederlands kampioen veldkorfbal, 1× (1990)

## Voorzitter van Fortuna
Korporaal werd in 1994 voorzitter van Fortuna, een ploeg die na de kampioenschappen van 1986 en 1990 het wat lastiger had. Hij verving vertrekkend voorzitter Ton Brouw. Op het moment van Korporaals aanstelling was er een aantal belangrijke spelers gestopt, zoals Hans Heemskerk, Arno Preuninger en Hanneke van Eck. Het was de taak van Korporaal om als voorzitter de club in goede banen te leiden en een solide jeugdopleiding op te zetten. Het eerste team van Fortuna degradeerde in 1996 in de veldcompetitie uit de hoofdklasse. In het seizoen erna, 1996-1997, degradeerde het ook in de zaal uit de hoofdklasse. Wel werd de ploeg kampioen in de veldpoule, waardoor het weer terug promoveerde naar de hoofdklasse. Ook de afwezigheid in de zaal duurde slechts een seizoen. Onder leiding van Korporaal werd in deze periode Fortuna-icoon Hans Heemskerk aangesteld als opleidingscoördinator. Ook werd coach Bram van Geffen aangesteld om te bouwen aan een nieuw hoofdteam.
Er werd geïnvesteerd in de eigen opleiding en aanvoer van buitenaf. Zo debuteerden eind jaren 90 eigen talentvolle spelers zoals Joost, Marloes en Arline Preuninger en werd deze groep vanaf 1998 aangevuld met ander talent zoals Wim Scholtmeijer en Dennis Vreugdenhil. Met deze jonge ploeg werd het eerste team van Fortuna in 2003 en 2004 landskampioen in de zaal. De bijbehorende Europacups werden ook veroverd. In dezelfde periode was Fortuna ook hofleverancier voor het Nederlands korfbalteam.
Naast het sportieve succes van de club zorgde Korporaal er ook voor dat Fortuna eigen kunstgrasvelden kreeg. Bij de opening van de vernieuwde buitenvelden kuste Korporaal de nieuwe vloeren.

## Theo Korporaal Korfbal Spektakel
Fortuna organiseert vanaf 1998 een oefentoernooi met vier topclubs ter voorbereiding op het aankomende zaalseizoen. Dit toernooi droeg van 1998 tot 2018 de naam Fortuna Korfbal Spektakel. Sinds 2019 is de naam van dit toernooi veranderd in het Theo Korporaal Korfbal Spektakel, als eerbetoon aan Korporaal.

## Theo Korporaal Bokaal
In 2019 maakte de organisatie van de Haagse Korfbaldagen bekend een prijs te vernoemen naar Theo Korporaal, namelijk de Theo Korporaal Bokaal. Deze prijs zal worden uitgereikt aan de meest talentvolle speler van de Haagse Korfbaldagen.